# Lake Placid (jezero)
Lake Placid je jezero v pohoří Adirondack Mountains v severním New Yorku. Rozloha jezera činí 8,8 km² a jeho průměrná hloubka 15 m. Jezero sousedí s vesnicí Lake Placid a je zdrojem pitné vody pro město.